# حمام شاهزاده (اصفهان)
حمام شاهزاده مربوط به اواخر دوره صفوی است و در اصفهان، خیابان مسجد حکیم، کوچه شاهزاده‌ها، نبش بازارچه نوی شرقی واقع شده و این اثر در تاریخ ۱ آبان ۱۳۵۴ با شمارهٔ ثبت ۱۱۱۵ به‌عنوان یکی از آثار ملی ایران به ثبت رسیده‌است.